# United States Construction Company
United States Construction Company war ein US-amerikanischer Hersteller von Motoren und Kraftfahrzeugen.

## Unternehmensgeschichte
Das Unternehmen hatte den Sitz in Chicago in Illinois. Es stellte Ottomotoren her. Außerdem entstanden 1900 einige Automobile. Der Markenname lautete United States. Wenig später wurde das Unternehmen aufgelöst.
Weitere US-amerikanische Hersteller von Personenkraftwagen dieses Markennamens waren United States Auto-Motor Company und United States Motor Vehicle Company.

## Produkte
Der Ottomotor wurde beschrieben, dass er ohne Geräusche und Vibrationen arbeiten würde und kein Öl benötigt. Eine Quelle vermutet aufgrund der kurzen Existenz des Unternehmens, dass der Motor nicht gut war.
Außerdem wurden einige Personenkraftwagen, einige Lieferwagen sowie ein Omnibus mit 44 Sitzen hergestellt.